# 长颖早熟禾
长颖早熟禾（学名：Poa longiglumis）为禾本科早熟禾属下的一个种。